# 科利冰川
科利冰川（英語：Coley Glacier），是南極洲的冰川，位於葛拉漢地的詹姆斯羅斯島東部，最終在蓋奇角以北注入埃里伯斯及特勒灣，由英國南極名稱諮詢委員會命名，現時由南極條約體系管理。